# Giuseppe Canini
Giuseppe Canini (* 18. Oktober 1957) ist ein ehemaliger san-marinesischer Fußballspieler und aktuell Trainer der U21-Nationalmannschaft von San Marino.
Canini spielte beim italienischen Amateurverein AC Tropical Ospedaletto Coriano, als er zu seinem einzigen Länderspiel kam. Am 28. März 1986 debütierte er gegen die Olympiaauswahl Kanadas.